# 林恩·斯圖爾特
林恩·D·斯圖爾特（英語：Lynn "L.D." Stewart，1943年10月10日—），是美國商人。1983年，斯圖爾特和五位同事在佛羅里達州清水市開設第一家貓頭鷹餐廳。此後，貓頭鷹餐廳擴展到全球430多家門市。幾乎菜單上的每道菜都是斯圖爾特自己開發的項目。

## 早期生活
斯圖爾特於1943年出生在伊利諾伊州伍德斯托克。原名林恩·D·斯圖爾特（Lynn D. Stewart），他在進攻後衛位置上展現出卓越的才華。斯圖爾特與迪克·布特庫斯擔任中鋒，並有鏟球阿奇·薩頓和跑衛吉姆·格拉博夫斯基作為隊友。他們共同效力於1963年的伊利諾伊州戰鬥隊，並在早年便備受矚目。
在該賽季的常規賽中，伊利諾伊州戰鬥隊取得了重要勝利，擊敗了加州大學洛杉磯分校、密歇根大學和排名第四的密歇根州立大學，展現出卓越的實力。這些勝利使得斯圖爾特和他的隊友們名聲大噪。
隨後，斯圖爾特和伊利諾伊州戰鬥隊進入了1964年的玫瑰碗比賽，對陣華盛頓隊。在這場激烈的比賽中，伊利諾伊州戰鬥隊以17-7的比分獲得了勝利。這場重要的勝利使斯圖爾特和他的隊友們成為關注焦點，他們的優秀表現獲得了玫瑰碗冠軍的美譽。這次勝利對斯圖爾特和整個隊伍來說都是一個里程碑，他們的努力和卓越表現獲得了肯定。
斯圖爾特在大學畢業後，選擇了加入美國陸軍並服役了三年。退伍後，他在亞特蘭大的一家州際建築公司找到了一份工作。此後，他曾在田納西州查塔努加擔任過煤礦工頭的職位。
然而，斯圖爾特意識到在礦井工作的危險性後，他決定將家人從查塔努加搬到佛羅里達州，因為他們在那裡有親戚。斯圖爾特和他的妻子胡安妮塔共育有兩個兒子。